# Bartol Macetti
Bartol Macetti (u spisima Maczetto i Mazeto), zagrebački arhitekt 17. stoljeća. Postao je građaninom Zagreba 1666. godine. Sin je graditelja Antuna Macettija. Nakon smrti oca, 1667. godine dovršava izgradnju zvonika župne crkve sv. Marka na zagrebačkom Gornjem gradu. Godine 1687. sklapa ugovor kojim se obvezuje da će izgraditi novo svetište i sakristiju crkve sv. Mihovila u Vugrovcu.